# Joel Sartore

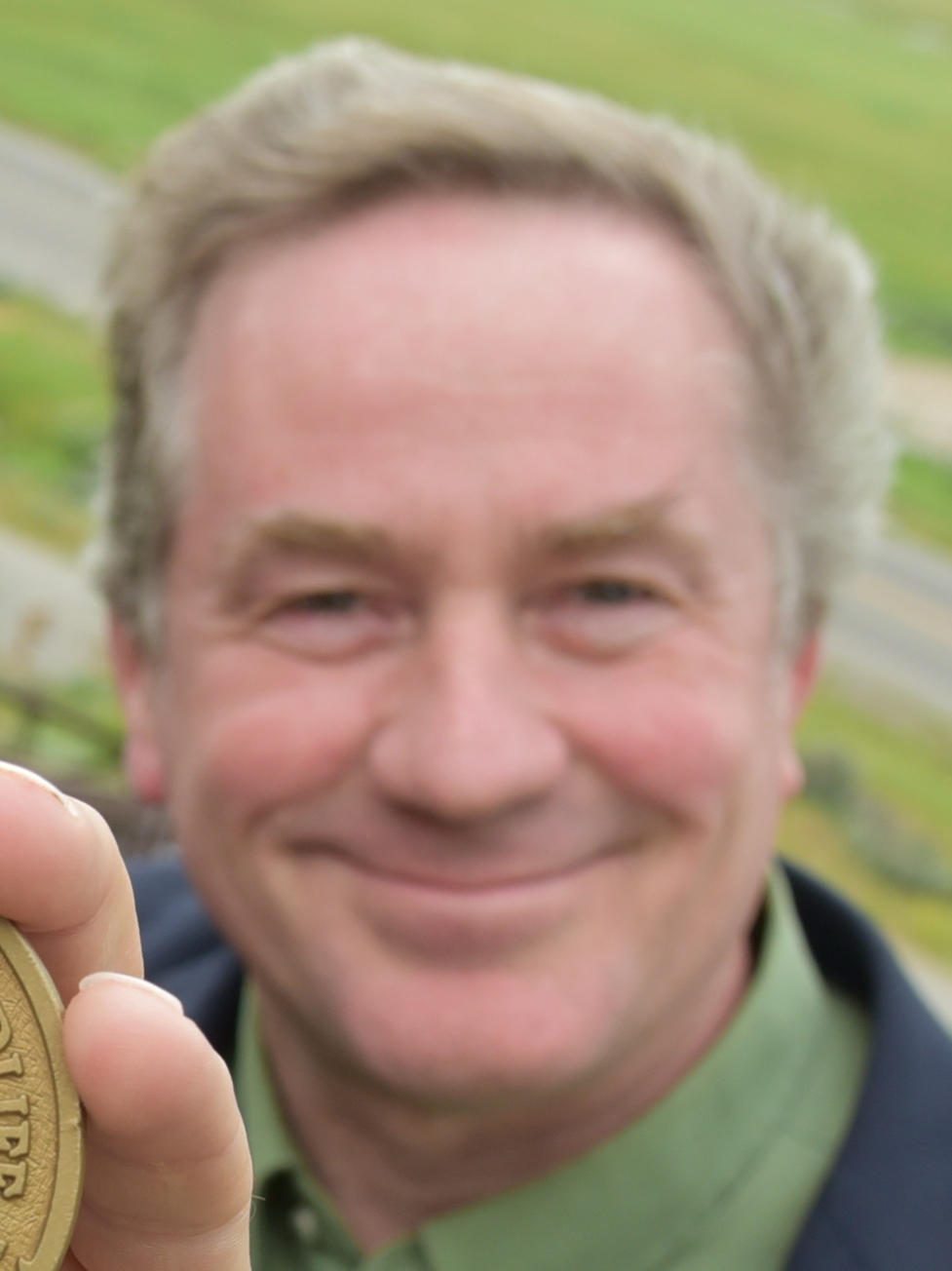
Joel Sartore (2017)

Joel Sartore (* 16. Juni 1962 in Ponca City, Oklahoma) ist ein US-amerikanischer Fotojournalist, Naturfotograf und Naturschützer. Sein Markenzeichen sind Porträts von gefährdeten Tierarten, die er vornehmlich für die National Geographic Society macht.

## Leben
Sartore ist der Sohn von John Edward und Sharon Lee Sartore, geborene Meese. Er wuchs in Ralston, Nebraska, auf. Sein Interesse für die Natur wurde geweckt, als er aus einem Time-Life-Buch seiner Mutter etwas über die letzte Wandertaube erfuhr. 1985 erlangte er den Bachelor of Arts in Journalismus an der University of Nebraska-Lincoln. Im selben Jahr heiratete er Kathleen Louise Vestecka. Das Paar hat drei Kinder und lebt in Lincoln, Nebraska.
Sartore ist seit 1991 freischaffender Naturfotograf. Er begann mit Aufträgen für National Geographic, die es ihm erlaubten, die Auswirkungen des Menschen auf die Umwelt aus erster Hand zu dokumentieren. Neben seiner Arbeit für National Geographic lieferte Sartore Beiträge für das Audubon Magazine, für GEO, für Time, für Life, für Newsweek, für Sports Illustrated und für zahlreiche Buchprojekte.
Sartore hatte Auftritte in mehreren Fernsehsendungen, darunter in National Geographic Explorer, NBC Nightly News, NPR Weekend Edition und in den PBS-Produktionen At Close Range und RARE: Creatures of the Photo Ark. Er wirkte in Charles Osgoods Sunday Morning Show des Senders CBS mit und im Jahr 2015 hatte er einen Auftritt im Film Racing Extinction, wo er Toughie, das letzte Exemplar des 2016 ausgestorbenen Rabbs’ Fransenzehen-Laubfrosch (Ecnomiohyla rabborum), fotografierte.
Joel Sartore ist Mitglied der National Press Photographers Association und Gründungsmitglied der International League of Conservation Photographers (ILCP). 2012 wurde Sartore zum Fellow der National Geographic Society gewählt.

## Werke (Auswahl)
- The Company We Keep: America’s Endangered Species, 1995, National Geographic Society (Nachdruck 1997), ISBN 0-7922-3310-7, mit Douglas H. Chadwick
- Nebraska: Under a Big Red Sky, 1999, Nebraska Book Company (Nachdruck 2006, University of Nebraska Press), ISBN 0-9648992-6-4
- Photographing Your Family, 2008, National Geographic, ISBN 1-4262-0218-0, mit John Healey (deutsch: Der Grosse National Geographic Fotoratgeber: Familie und Freunde, 2008)
- Face to Face with Grizzlies, National Geographic, 2009
- Rare: Portraits of America’s Endangered Species, 2010, Focal Point (National Geographic), ISBN 1-4262-0575-9
- Let’s Be Reasonable, 2011, University of Nebraska Press, ISBN 0-8032-3506-2
- Fundamentals of Photography, 2012, Teaching Co.
- Fundamentals of Photography II, 2015, Teaching Co.
- The Photo Ark: One Man’s Quest to Document the World’s Animals, National Geographic, 2017 (mit einem Vorwort von Harrison Ford) ISBN 978-1-42621-777-7 (deutsch: Artenreich. Eine Hommage an die Vielfalt. Exklusive, bewegende Tierporträts zeigen die Artenvielfalt in einzigartiger Weise und erzählen von der Schönheit der Schöpfung. Übersetzung von Ulrike Kretschmer, 2017)
- Birds of the Photoark, National Geographic, 2018 (mit Noah Strycker)